# John Davenport Siddeley
John Davenport Siddeley, né le 5 août 1866 à Longsight (Manchester) et mort le 3 novembre 1953 à Jersey, est un constructeur automobile britannique.

## Biographie
Né à Longsight, un quartier de Manchester en 1866, il travaille avec sa mère et en 1892, le jeune homme est embauché comme concepteur de vélos par la Humber Bicycle Company. Le directeur général de Dunlop dans le Humber de l'époque le sélectionne et nomme Siddeley directeur des ventes de Dunlop à Belfast. En 1900, il est directeur général de la Midlands Clipper Tire Company de Dunlop.